# Doris Bartholomew
Doris Aileen Bartholomew (1930) é uma linguista americana cuja pesquisa publicada é especializada na lexicografia, linguística histórica e descritiva para línguas indígenas no México, principalmente para línguas oto-mangueanas. As extensas publicações de Bartholomew sobre línguas mesoamericanas abrangem cinco décadas de pesquisa ativa. Ela também publicou extensivamente sobre as línguas zapotecas e a língua otomi. Foi editora-chefe e diretora de publicações do Instituto Lingüístico de Verano (ILV), o órgão afiliado incorporado no México pela SIL International.

## Estudos e carreira acadêmica
Como estudante, Bartholomew frequentou o Columbia Bible College, na Columbia, Carolina do Sul, onde graduou-se em 1952. Seus estudos de doutorado foram realizados na Universidade de Chicago, obtendo seu doutorado em 1965. A sua tese de doutoramento dizia respeito à reconstrução e linguística histórica das línguas oto-pameanas.
Bartholomew realizou trabalho de campo linguístico entre várias comunidades indígenas de língua mexicana, enquanto trabalhava como coordenadora de publicações para a unidade de dicionário bilíngue do ILV. Ela também deu aulas em tempo parcial de linguística no El Colegio de México.

## Obras publicadas
- Bartholomew, Doris (1960). «Some revisions of Proto-Otomi consonants». International Journal of American Linguistics. 26 (3): 317–329. JSTOR 1263552. doi:10.1086/464591
- Bartholomew, Doris (1968). «Concerning the Elimination of Nasalized Vowels in Mezquital Otomi». International Journal of American Linguistics (em inglês). 34 (3): 215–217. JSTOR 1263568. doi:10.1086/465017
- Bartholomew, Doris (1963). «El limosnero y otros cuentos en otomí». Tlalocan (em espanhol). 4: 120–24
- Bartholomew, Doris (1979). «Review of Otomi Parables, Folktales, and Jokes by H. Russell Bernard; Jesús Salinas Pedraza». International Journal of American Linguistics (em inglês). 45 (1): 94–97. doi:10.1086/465579
- Bartholomew, Doris (1963). «The Reconstruction of Otopamean (Mexico) (Ph.D. diss.,. University of Chicago, 1965» (em inglês)